# Венгожевский повет
Венгожевский повет (пол. Powiat węgorzewski) — повет (район) в Польше, входит как административная единица в Варминьско-Мазурское воеводство. Центр повета — город Венгожево. Занимает площадь 693,43 км². Население — 23 451 человек (на 31 декабря 2015 года).

## Административное деление
- города: Венгожево
- городско-сельские гмины: Гмина Венгожево
- сельские гмины: Гмина Будры, Гмина Позездже

## Демография
Население повята дано на 31 декабря 2015 года.
| Перепись            | Всего | Мужчины | Женщины |
| ------------------- | ----- | ------- | ------- |
| Всего               | 23451 | 11747   | 11704   |
| Городское население | 11568 | 5731    | 5837    |
| Сельское население  | 11883 | 6016    | 5867    |